# بیست و هفتمین مراسم گلدن گلوب
۲۷مین مراسم گلدن گلوب برای ارج نهادن به بهترین فیلم و شوی تلویزیونی سال ۱۹۶۹ در ۲ فوریه سال ۱۹۷۰ برگزار شد
پیتر اوتول سومین بار است که برنده گوی زرین می‌شود. و همیچنین دومین بار پیاپی است که گلدن گلوب را تصاحب می‌کند

## برندگان و نامزدها

### فیلم سینمایی
| بهترین فیلم | بهترین فیلم |
| جایزه گلدن گلوب بهترین فیلم – درام | جایزه گلدن گلوب بهترین فیلم – موزیکال یا کمدی |
| --- | --- |
| - یک‌هزار روز از آن - بوچ کسیدی و ساندنس کید - کابوی نیمه‌شب - بهار زندگی دوشیزه جین برودی - مگر آن‌ها اسب‌ها را خلاص نمی‌کنند؟ | - راز سانتا ویتوریا - گل کاکتوس - خداحافظ کلومبوس - سلام، دالی! - واگنت را رنگ کن |
| Best Performance in a Motion Picture – Drama | |
| جایزه گلدن گلوب بهترین بازیگر مرد – فیلم درام | جایزه گلدن گلوب بهترین بازیگر زن – فیلم درام |
| - جان وین - شجاعت واقعی در نقش Rooster Cogburn - آلن آرکین - پاپی در نقش Abraham "Popi" Rodriguez - ریچارد برتون - یک‌هزار روز از آن در نقش هنری هشتم - داستین هافمن - کابوی نیمه‌شب در نقش Enrico "Ratso" Rizzo - جان ویت - کابوی نیمه‌شب در نقش Joe Buck                           | - ژنویو بوژو - یک‌هزار روز از آن در نقش آن بولین - جین فوندا - مگر آن‌ها اسب‌ها را خلاص نمی‌کنند؟ در نقش Gloria Beatty - لایزا مینلی - فاخته نازا در نقش Pookie Adams - جین سیمونز - پایان خوش در نقش Mary Wilson - مگی اسمیت - بهار زندگی دوشیزه جین برودی در نقش Jean Brodie |
| Best Performance in a Motion Picture – Comedy or Musical | |
| جایزه گلدن گلوب بهترین بازیگر مرد – فیلم موزیکال یا کمدی | جایزه گلدن گلوب بهترین بازیگر زن – فیلم موزیکال یا کمدی |
| - پیتر اوتول - خداحافظ، آقای چپیس در نقش Arthur Chipping - داستین هافمن - جان و ماری در نقش John - لی ماروین - واگنت را رنگ کن در نقش Ben Rumson - استیو مک‌کوئین - نیرنگ بازان در نقش Boom Hogganbeck - آنتونی کوئین - راز سانتا ویتوریا در نقش Italo Bombolini                   | - پتی دوک - ناتالی و من در نقش Natalie Miller - اینگرید برگمن - گل کاکتوس در نقش Stephanie Dickinson - داین کنون - باب و کارول و تد و آلیس در نقش Alice Henderson - کیم دربی - Generation در نقش Doris Bolton Owen - میا فارو - جان و ماری در نقش Mary - شرلی مک‌لین - سوئیت چریتی در نقش Charity Hope Valentine - آنا مانیانی - راز سانتا ویتوریا در نقش Rose Bombolini - باربارا استرایسند - سلام، دالی! در نقش Dolly Levi |
| بهترین اجرای مکمل در یک فیلم – درام, کمدی یا موزیکال | |
| جایزه گلدن گلوب بهترین بازیگر نقش مکمل مرد | جایزه گلدن گلوب بهترین بازیگر نقش مکمل زن |
| - گیگ یانگ - مگر آن‌ها اسب‌ها را خلاص نمی‌کنند؟ در نقش Rocky - رد باتنز - مگر آن‌ها اسب‌ها را خلاص نمی‌کنند؟ در نقش Sailor - جک نیکلسون - ایزی رایدر در نقش George Hanson - آنتونی کوایلی - یک‌هزار روز از آن در نقش Cardinal تامس وولسی - میچ فوگل - نیرنگ بازان در نقش Lucius McCaslin | - گلدی هان - گل کاکتوس در نقش Toni Simmons - Marianne McAndrew - سلام، دالی! در نقش Irene Molloy - سیان فیلیپس - خداحافظ، آقای چپیس در نقش Ursula Mossbank - برندا واکارو - کابوی نیمه‌شب در نقش Shirley - سوزانا یورک - مگر آن‌ها اسب‌ها را خلاص نمی‌کنند؟ در نقش Alice LeBlanc |
| سایر | |
| جایزه گلدن گلوب بهترین کارگردانی | جایزه گلدن گلوب بهترین فیلم‌نامه |
| - چارلز جروت - یک‌هزار روز از آن - جین کلی - سلام، دالی! - استنلی کریمر - راز سانتا ویتوریا - سیدنی پولاک - مگر آن‌ها اسب‌ها را خلاص نمی‌کنند؟ - جان شلزینجر - کابوی نیمه‌شب | - یک‌هزار روز از آن - بریجیت بولند، John Hale and Richard Sokolove - بوچ کسیدی و ساندنس کید - ویلیام گلدمن - If It's Tuesday, This Must Be Belgium - David Shaw - جان و ماری - جان مورتیمر - کابوی نیمه‌شب - والدو سالت |
| جایزه گلدن گلوب بهترین موسیقی | جایزه گلدن گلوب بهترین ترانه غیراقتباسی |
| - بوچ کسیدی و ساندنس کید - برت بکراک - یک‌هزار روز از آن - ژرژ دلرو - خداحافظ، آقای چپیس - لسلی بریکوس - پایان خوش- میشل لوگران - راز سانتا ویتوریا- ارنست گلد | - "Jean" (Rod McKuen) - بهار زندگی دوشیزه جین برودی - "Goodbye, Columbus" (The Association) -خداحافظ کلومبوس - "Raindrops Keep Falling on My Head" (برت بکراک، هل دیوید) - بوچ کسیدی و ساندنس کید - "Stay" (ارنست گلد, نورمن گیمبل) - راز سانتا ویتوریا - "True Grit" (المر برنستاین، دان بلک) - شجاعت واقعی - "What Are You Doing the Rest of Your Life?" (میشل لوگران، آلن و مرلین برگمن) - پایان خوش                     |
| جایزه گلدن گلوب بهترین فیلم غیر انگلیسی‌زبان (انگلیسی زبان)\| | جایزه گلدن گلوب بهترین فیلم غیر انگلیسی‌زبان |
| - اوه! چه جنگ دلپذیری (United Kingdom) - The Assassination Bureau (United Kingdom) - اگر.... (United Kingdom) - کسب‌وکار ایتالیایی (United Kingdom) - مایرلینگ (France) | - زد (Algeria) - اودالن ۳۱ (Sweden) - The Big Dig (Israel) - ساتیریکون فلینی (Italy) - Girls in the Sun (Greece) |
| New Star of the Year – Actor | New Star of the Year – Actress |
| - جان ویت - کابوی نیمه‌شب در نقش Joe Buck - هلموت برگر - غروب خدایان در نقش Martin von Essenbeck - گلن کمپل - شجاعت واقعی در نقش La Boeuf - مایکل داگلاس - سلام، قهرمان! در نقش Carl Dixon - جرج لازنبی - در خدمت سرویس مخفی ملکه در نقش جیمز باند                                 | - الی مک‌گرو - خداحافظ کلومبوس در نقش Brenda Patimkin - داین کنون - باب و کارول و تد و آلیس در نقش Alice Henderson - گلدی هان - گل کاکتوس در نقش Toni Simmons - Marianne McAndrew - سلام، دالی! در نقش Irene Molloy - برندا واکارو - Where It's At در نقش Molly |

#### Other:جایزه گلدن گلوب سیسیل بی. دمیل
جوآن کراوفورد

### Television

#### جایزه گلدن گلوب بهترین بازیگر مرد – مجموعه تلویزیونی درام
مایک کانرز – Mannix
- پیتر گریوز – مأموریت: غیرممکن
- لوید هینز – اتاق ۲۲۲
- رابرت واگنر – It Takes a Thief
- رابرت یانگ – دکتر مارکوس ولبی

#### جایزه گلدن گلوب بهترین بازیگر زن – مجموعه تلویزیونی درام
لیندا کریستال – چاپارل
- آماندا بلیک – دود اسلحه
- پگی لیپتون – The Mod Squad
- دنیس نیکلاس – اتاق ۲۲۲
- النور پارکر – Bracken's World

#### جایزه گلدن گلوب بهترین بازیگر مرد – مجموعه تلویزیونی موزیکال یا کمدی
دن دیلی – The Governor & J.J.
- تام جونز – This Is Tom Jones
- جیم نیبرز – The Jim Nabors Hour
- دین مارتین – The Dean Martin Show
- گلن کمپل – The Glen Campbell Goodtime Hour

#### جایزه گلدن گلوب بهترین بازیگر زن – مجموعه تلویزیونی موزیکال یا کمدی
کارول برنت – The Carol Burnett Show 
 جولی سومرس – The Governor & J.J.
- لوسیل بال – Here's Lucy
- داین کارول – Julia
- باربارا ادن – خواب جینی را می‌بینم
- دبی رینولدز – The Debbie Reynolds Show